# Кесаріані
Кесаріані (грец. Καισαριανή) — передмістя на сході Афін, розташоване на віддалі приблизно 7 км від центру грецької столиці. До передмістя веде авеню Улофа Пальме.

## Історія
Містечко було засноване у 1922 як табір для біженців із Малої Азії, здебільшого із Смирни. У 1934 був створений муніципалітет. 1 травня 1944 в Кесаріані були страчені 200 грецьких борців проти нацистської окупації. 17 червня 1944 тут загинули 10 бійців Національно-визвольного фронту Греції.
До середини 20 ст. територію, на якій розташоване Кесаріані, займали сільськогосподарські угіддя та ліс. У середині 20 ст. їх поглинула розбудова Афін. Ліс залишився на схід від Кесаріані біля підніжжя гори Іметт. На північному сході, в Зографу будівлі Афінського університету. На південному сході монастир Кесаріані.
У Кесаріані є школи, ліцеї, гімназія, банки, поштові відділення та баскетбольну команду «Близькосхідне Кесаріані», що виступає в лізі A2 Етнікі.

## Населення
| Рік  | Місто  |
| ---- | ------ |
| 1981 | 28,972 |
| 1991 | 26,803 |
| 2001 | 26,419 |

## Персоналії
- Стеліос Яннакопулос — грецький футболіст.
- Христос Дантіс — грецький співак.